# Апендикс
Апе́ндикс (від лат. appendix vermiformis — «червоподібний придаток»), червоподі́бний або хробакоподі́бний відро́сток — периферійний лімфоїдний орган, що розташований на куполі сліпої кишки людини та деяких хребетних тварин.

## Функція
Функція апендикса не з'ясована остаточно, про що певною мірою свідчить відсутність значних змін у пацієнтів, яким було виконано апендектомію. Проте, було опубліковано дані про значення цього органа в підтримці сталості кишкової флори.

## Еволюція
Апендикс було відкрито у медицині у 1500-х роках, цей орган був відомий з тих часів схильністю до запалення, та є одним із показань до екстренної хірургії.
Сучасні дослідження науковців виявили, що апендикс сліпої кишки розвинувся незалежно протягом еволюції ссавців, що свідчить про адаптивну перевагу наявності цього органу. Апендикс сліпої кишки має складну еволюцію, тому нині його функції ще досліджуються, та його наявність корелює з більшою тривалістю життя ссавців та виявлено його імунну функцію.

## Анатомія
Довжина апендикса у людини здебільшого коливається в межах 2-20 сантиметрів, діаметр — 3—7 мм; найчастіше апендикс знаходиться в правій клубовій ямці живота. Сам апендикс може змінювати своє положення відносно купола сліпої кишки. Приблизно у 1-3 % людей апендикс із куполом кишки може переміщатись у інші ділянки живота: ліву здухвинну, праву підреберну та ін.
Зовні апендикс вкритий очеревиною (іноді — лише наполовину). Стінка апендикса, крім очеревини, складається з таких шарів: підочеревинного, м'язового, підслизового (багатого на лімфоїдні елементи) та слизової оболонки, що вистилає його порожнину. Щодо очеревини розрізняють внутрішньо- та позаочеревинне розміщення апендикса.
Слизова та підслизова оболонки містять численні лімфоїдні вузлики. У дітей та підлітків загальна їх кількість досягає 600—800. У людей старше 50 — 60 років у стінці А. кількість лімфоїдних вузликів зменшується до 100—150.
Запалення апендикса викликає хворобу апендицит.